# Ácido nitrofórmico
Ácido nitrofórmico ou ácido nitrometanoico é composto químico de fórmula CHNO4, sendo o ácido carboxílico nitrado mais simples, podendo ser definido como o resultado na nitração do ácido fórmico, ou o derivado carboxilado do nitroalcano mais simples, o nitrometano oxidado ao ácido carboxílico correspondente.

## Método de obtenção

### Por nitração dos ácidos alcanocarboxílicos
Pela reação do nitrito de prata (AgNO2) com ácido alcanocarboxílico (XCOOH), produzindo o ácido carboxílico nitrado corrspondente:
{\displaystyle \mathrm {XCOOH+AgNO_{2}{\xrightarrow {}}O_{2}NCOOH+AgX\downarrow } }

### Pela oxidação do ácido aminometanoico
Por oxidação de ácido aminometanoico com peróxido de hidrogênio (H2O2) ou perácido (RCO3H):
{\displaystyle \mathrm {H_{2}NCOOH+3H_{2}O_{2}{\xrightarrow {}}O_{2}NCOOH+4H_{2}O} }
ή

{\displaystyle \mathrm {H_{2}NCOOH+3RCO_{3}H{\xrightarrow {}}O_{2}NCOOH+3RCOOH+H_{2}O} }

## História
Em 1857, o ácido nitrofórmico, corretamente descrito como um derivado do ácido fórmico em que um hidrogênio é substituído por um grupo nitro, ainda não havia sido sintetizado, porém já se previa que sua redução daria origem ao ácido carbâmico.